# Bruno Lauzi

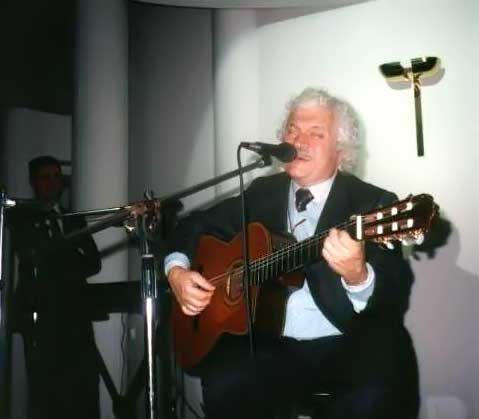
Bruno Lauzi con su guitarra durante un concierto en Guardamiglio (Lombardía), 1993.

Bruno Lauzi (Asmara, 8 de agosto de 1937 - Peschiera Borromeo, 23 de octubre de 2006) fue un cantautor italiano.

## Biografía
Nacido en Asmara (Eritrea italiana) pero criado en Génova, se trasladó en 1951 a Varese donde conoció y colaboró con Piero Chiara en la creación de la publicación quincenal L’Altolombardo, de contenido político liberal. Posteriormente conoció la canción francesa, especialmente la obra de Georges Brassens, Jacques Brel y Charles Aznavour. Influido por ellos, compone Il poeta (El poeta), canción que marcará la impronta de toda su producción artística futura.
Con Umberto Bindi, Gino Paoli y Luigi Tenco fue uno de los fundadores y mayores representantes de la llamada «escuela genovesa» de cantautores.
Frecuentó el ambiente artístico milanés y trabajó en el famoso local Derby.
A finales de los años sesenta conoció a Lucio Battisti y fue contratado por su casa discográfica (Número Uno). En estos años interpreta alguna de sus obras más populares, como E penso a te (Y pienso en ti), L’aquila (El águila) o Amore caro, amore bello (Amor querido, amor bello).
Los últimos años de su vida hizo pública su enfermedad de Parkinson y luchó por sensibilizar a la sociedad sobre este mal. También fundó su propia casa discográfica y junto a Maurizio Fabrizio publicó uno de los álbumes más significativos de su carrera: Il dorso della balena.

## Canciones para otros artistas
Lauzi es el autor de canciones popularizadas por otros importantes artistas, como Lo straniero (El extranjero) cantada por Georges Moustaki, Quanto t’amo (Cuánto te amo) de Johnny Holliday, L’appuntamento (La cita) de Ornella Vanoni, Píccolo uomo (Hombrecito) de Mia Martini.

## Canciones infantiles
También compuso canciones para niños. Las más populares son La tartaruga (La tortuga), Johnny Bassotto, La buona volontà y La gallina brasiliana.

## Libros

### Poesía
- I mari interni. Crocetti, 1994.
- Riapprodi. Rangoni, 1994.
- Versi fácili. Marittime, 1999 (recopila las dos obras precedentes).
- Esercizi di sguardo. Marittime 2002.

### Prosa
- Il caso del pompelmo levigato.Bompiani, 2005.
- Tanto domani mi sveglio. Autobiografia in controcanto. Gammarò, 2006. ISBN 88-95010-10-8.